# Capo Hallett
Capo Hallett (in inglese cape Hallett) è un promontorio libero dai ghiacci situato nell'estremità settentrionale della penisola di Hallett, Terra Vittoria, Antartide orientale.
Il territorio ha ospitato la Hallett Station, una base scientifica permanente co-gestita da Stati Uniti d'America e Nuova Zelanda dal 1957 (Anno geofisico internazionale) al 1964, quando venne danneggiata da un incendio. Fu usata quindi come base stagionale (estiva) fino al 1973.

## Conservazione
Un'area di 74 ettari è protetta dal Trattato Antartico come Area Specialmente Protetta dell'Antartide (codice ASPA 106) poiché contiene habitat con una ricca varietà di comunità vegetali (indagini scientifiche hanno documentato la presenza di 18 specie di licheni e 5 di muschi, in particolare Bryum subrotundifolium). Tra gli animali presenti, è degna di nota una grande colonia di pinguini di Adelia.